# Myriagone

Une représentation d'un myriagone, s'apparentant à un cercle.

Un myriagone, ou  myriogone, est un polygone à 10 000 sommets, donc 10 000 côtés et 49 985 000 diagonales.
La somme des angles internes d'un myriagone non croisé vaut 1 799 640 degrés.

## Myriagones réguliers
Un myriagone régulier est un myriagone dont les côtés ont même longueur et dont les angles internes ont même mesure. Il y en a 2 000 : 1 999 étoilés (notés {10 000/k} pour k impair de 3 à 4 999 sauf les multiples de 5) et un convexe (noté {10 000}). C'est de ce dernier qu'il s'agit lorsqu'on dit « le myriagone régulier ».

## Caractéristiques du myriagone régulier
Chaque angle au centre mesure {\displaystyle {\frac {360^{\circ }}{10\,000}}=0{,}036^{\circ }} et chaque angle interne mesure {\displaystyle {\frac {1\,799\,640^{\circ }}{10\,000}}=179{,}964^{\circ }}.
Si a est la longueur d'une arête :
- le périmètre vaut {\displaystyle P=10\,000\,a} ;
- l'aire vaut {\displaystyle A=2\,500\,a^{2}\cot \left({\frac {\pi }{10\,000}}\right)} ;
- l'apothème vaut {\displaystyle H={\frac {2\,A}{P}}={\frac {a}{2}}\cot \left({\frac {\pi }{10\,000}}\right)} ;
- le rayon vaut {\displaystyle R={\frac {H}{\cos \left({\frac {\pi }{10\,000}}\right)}}={\frac {a}{2\sin \left({\frac {\pi }{10\,000}}\right)}}}.

## Référence
1. ↑  Définition du myriagone dans le dictionnaire en ligne du CNRTL.
2. ↑  « Méditations métaphysiques/Méditation sixième - Wikisource cf le deuxième pararaphe », sur fr.wikisource.org (consulté le 24 mars 2024)